# 阿拉斯加叉牙七鰓鰻
阿拉斯加叉牙七鰓鰻（學名：Lethenteron alaskense），為圓口綱七鰓鰻目七鰓鰻科叉牙七鰓鰻屬的一種，分布於北美洲美國阿拉斯加和基奈半島至費爾班克斯附近的查塔尼卡河和奇納河、加拿大西北地區馬丁河、麥肯錫河流域，本魚背部呈灰褐色，腹部為白色，第二背鰭上有一個深色斑點，尾巴呈深色，盤上的齒鈍且角質化弱，舌齒發育不良、鈍，口上板，2 顆單尖牙，口下板，牙齒6-11顆，每側最外側的牙齒為單尖牙或雙尖牙，內側的牙齒為單尖牙，橫舌板，單尖齒9-15顆，中齒大增大；縱向舌板，每片有6-13顆單尖齒，尾鰭鏟狀，體長可達18.8公分，棲息在沙石底質的溪流，幼魚會埋在沙石待大約四年，以矽藻及有機碎屑為食，變態為成魚後就不進食了，繁殖發生從六月到九月。